# Franca Masu
Franca Masu   (l'Alguer, 23 de maig de 1962) és una cantant sarda, i més concretament algueresa, que canta en alguerès (català), sard, italià i castellà. Encapçala el ressorgiment de la cançó catalana a l'Alguer, amb un estil que beu principalment del jazz, lo fado i el tango.

## Biografia
Franca Masu és naixuda a l'Alguer lo 23 de maig de 1962 a dins d'una família d'artistes (lo sou pare, xu Manlio Masu, és un reconegut pintor sard).
Una de les cantants del Mediterrani amb més talent, Franca Masu apareix per primera vegada en un escenari a mitjans dels anys 90, en un concert amb el llegendari clarinetista americà Tony Scott – músic de Billie Holiday – que declara que Franca Masu ‘és una de les millors veus d'Itàlia’.
Totalment autodidacta i dotada d'una profunda sensibilitat interpretativa, és una imaginativa improvisadora dels matisos de la veu. Sap emprar lo sou instrument vocal com ningú i és capaç de superar els confins del territori purament jazzístic per se deixar influir per les més diverses sonoritats mediterrànies. Actualment, mos mostra les originals i suggeridores interpretacions utilitzant, entre altres llengües, l'antic català que encara avui es parla a la ciutat de l'Alguer, a l'illa de Sardenya.
Lo primer àlbum editat per Franca Masu, "El Meu Viatge" (2000), ja revelava una artista formada i madura. Presentat en el Mercat de la Música Viva de Vic, obté de la SGAE i de Ràdio 4 Barcelona la menció com a millor disc debutant, mentre que la crítica reconeix en Masu "la veritable revelació de la nova cançó d'autor catalana".
El 2003 publica l'àlbum "Alguímia" amb la col·laboració del músic Mauro Palmas (mandolina) i el contrabaixista Salvatore Maltana. Franca Masu consolida l'ús del català com a idioma d'expressió artística i aconsegueix un notable èxit no només amb el públic sinó també en la crítica, participant en nombrosos festivals internacionals.
"Aquamare" (2006) és lo sou tercer àlbum, on se presenta com a lletrista de quasi totes les composicions. Masu hi revela una immensa versatilitat i la crítica lo considera el disc més madur i complet de l'artista. "Aquamare" és una interpretació única, definida per una selecció musical que aporta sons de diverses influències, composicions que exploren nous territoris, preservant el sentit predominant de la tradició.
Lo sou temperament passional l'acosta molt naturalment al tango argentí. L'any 2003, juntament amb Fausto Beccalossi, un dels acordionistes més dinàmics i versàtils de l'escena italiana i el "Trio Nuevo Tango" del músic Oscar del Barba, enregistren un àlbum dedicat al tango argentí, "Hoy como Ayer".
L'any 2010 Franca Masu fa un salt a l'Amèrica del Nord, amb una gira que la porta a actuar als festivals de jazz més importants del Canadà, com lo Vancouver Jazz Festival, on captiva tant lo públic com la crítica.
I al setembre del 2011, publica lo sou disc "10 anys", gravat en directe en diferents escenaris del món - des de Barcelona a Utrecht, passant per Roma i pel prestigiós Festival de Porta Ferrada, on repassa i interpreta alguns dels temes més importants dels sous tres àlbums en català (El meu viatge, Alguímia, i Aquamare); cançons amb les quals celebra deu anys de carrera, que han marcat la seva trajectòria artística i que l'han convertit en lo màxim exponent del cant en llengua catalana de l'Alguer al món. És un directe intens, generós i ric en suggestions musicals, un ampli retrat que desvetlla tot l'encant d'una gran artista i que li val, segons la revista alemanya especialitzada en jazz i músiques del món, Jazzthetik, la següent definició: "una figura femenina del Mediterrani maternal i seductora, decent i rebel, tendra i aspra, sentimental i atrevida."
Després d'aquest èxit, Franca Masu ja està treballant en un nou CD amb composicions pròpies. Sota lo títol d'”Almablava” i amb el segell World Village, veurà la llum al final de 2012.
El 2018 va rebre la Creu de Sant Jordi "per la defensa de la llengua catalana des de l'Alguer".

## Discografia
| • El meu viatge (2000) |
| ---------------------- |
| (Saint Rock)           |

| • Alguimia (2003) |
| ----------------- |
| (Aramusica)       |

| • Aquamare (2006) |
| ----------------- |
| (Felmay)          |

| • Hoy como ayer (2008) |
| ---------------------- |
| (Aramusica)            |

| • 10 anys (2011) |
| ---------------- |
| (Aramusica)      |

| • Almablava (2013) |
| --- |
| (Felmay) 1. Sírius 2. Profumo e silenzio 3. Vida 4. La rosa blanca 5. Almablava 6. Luna mia testimone 7. La nit / É doce morrer no mar 8. Plomes de paraules 9. Un tango 10. Mariposa 11. Lo corral de vidre |